# Alophia veracruzana
Alophia veracruzana är en irisväxtart som beskrevs av Peter Goldblatt och Thaddeus Monroe Howard. Alophia veracruzana ingår i släktet Alophia och familjen irisväxter. Inga underarter finns listade i Catalogue of Life.